# إلغاء قيود المخدرات

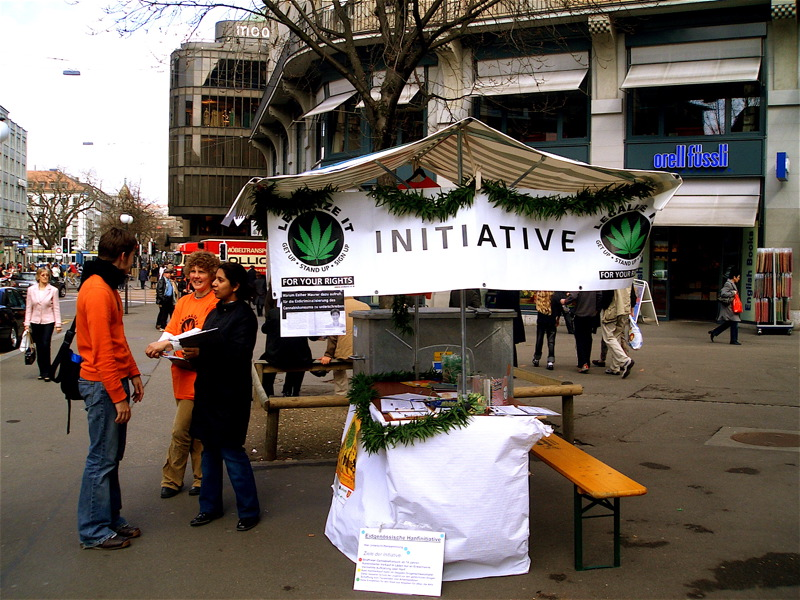

إلغاء قيود المخدرات أو تحرير المخدرات[بحاجة لمصدر] هو عملية إزالة أو الحد من قوانين حظر المخدرات. تشمل أشكال تحرير المخدرات: إباحة وإعادة إضفاء الشرعية وإلغاء تجريم المخدرات.

## السياسات
ألزمت اتفاقية الأمم المتحدة لعام 1988 لمكافحة الاتجار غير المشروع للمخدرات والمؤثرات العقلية الدول الموقعة عليها »بتبنّي ما قد يلزم من تدابير لتجريم الجرائم الجنائية بموجب قانونها الداخلي« (المادة 3، الفقرة 1) فيما يخص كل الأنشطة المتعلقة بإنتاج وبيع ونقل وتوزيع وما إلى ذلك للمواد المُدرجة في القوائم الأكثر تقييدًا في الاتفاقية الموحدة لعام 1961 للأدوية المخدرة واتفاقية 1971 للمؤثرات العقلية. ينطبق التجريم أيضًا على «زراعة نبات خشخاش الأفيون أو شجيرة الكوكا أو نبات القنب بغرض إنتاج المخدرات». تميز الاتفاقية بين قصد الاتجار والاستهلاك الشخصي، إذ تنص على أن هذا الأخير يجب اعتباره أيضًا جريمة جنائية، ولكن «يخضع للمبادئ الدستورية والمفاهيم الأساسية للنظام القانوني [للدولة]» (المادة 3، الفقرة 2).
يُعرّف المركز الأوروبي لمراقبة الأدوية والإدمان عليها «إي إم سي دي دي إيه» إلغاء التجريم بأنّه إزالة السلوك أو النشاط من مجال القانون الجنائي، ويعني التخفيف من العقوبة الجزائية التي يفرضها القانون. ينطبق إلغاء التجريم عادة على الجرائم المتعلقة باستهلاك المخدرات ويمكن أن تشمل إما فرض عقوبات من نوع مختلف (إدارية) أو إلغاء جميع العقوبات؛ القوانين الأخرى (غير الإجرامية) تنظم السلوك أو النشاط الذي أُلغي تجريمه. عادةً ما يكون إبطال العقاب للاستهلاك الشخصي وأيضًا التداول على نطاق صغير، ويشير عمومًا إلى إلغاء أو تخفيف عقوبات الحبس، في حين يبقى السلوك أو النشاط جريمة جنائية. يشير مصطلح «الإباحة أو الإجازة القانونية» إلى إزالة جميع الجرائم المتعلقة بالمخدرات من القانون الجنائي: الاستخدام، الحيازة، الزراعة، الإنتاج، التجارة، إلخ.
لأنصار تحرير المخدرات أسباب مختلفة لدعم التحرير، ومقترحات سياسية مختلفة. الحالتان الأكثر شيوعًا هما إباحة المخدرات (أو إعادة السماح بها)، وإلغاء تجريم المخدرات.

### إباحة المخدرات
تستدعي إباحة المخدرات العودة إلى الوضع ما قبل القرن العشرين، عندما كانت جميع المخدرات تقريبًا قانونية. وهذا يتطلب إنهاء الحظر الذي تفرضه الحكومة على توزيع أو بيع واستخدام عقاقير محددة (أو جميعها) محظورة حاليًا. تتراوح الأفكار المقترحة من السماح بإزالة كل أشكال الرقابة الحكومية بشكل كامل، إلى أشكال مختلفة من الإباحة المنظّمة، إذ تكون العقاقير متاحة قانونيًا ولكن في ظل نظام رقابة حكومية، والذي قد يعني على سبيل المثال:
- تصنيفات إلزامية مع تحديد الجرعة وتحذيرات طبية،
- قيودًا إعلانية،
- قيودًا حسب السن،
- قيودًا مفروضة على المبلغ المُشترى بدفعة واحدة،
- متطلبات على الشكل الذي ستتوفر فيه بعض المخدرات،
- حظر بيع المدمنين،
- منح ترخيص لمستخدم خاص لشراء مخدرات معينة.
- مراكز طبية محتملة لاستهلاك بعض المخدرات عن طريق الوريد، أو الاستهلاك الخاضع للإشراف.

من المحتمل أن يشتمل نظام الإباحة المنظم على مجموعة من القيود على الأدوية المختلفة اعتمادًا على مخاطرها المدركة. في حين تُباع بعض الأدوية دون وصفة طبية في الصيدليات أو غيرها من المؤسسات المرخصة، فإن الأدوية التي تنطوي على احتمالية أكبر للضرر قد تكون متاحة للبيع فقط في أماكن مرخصة، حيث يمكن مراقبة الاستخدام وتوفير الرعاية الطبية الطارئة. من أمثلة الأدوية ذات المستويات المختلفة للتوزيع المنظم في معظم البلدان: الكافيين (القهوة والشاي) والنيكوتين (التبغ) والكحول الإيثيلي (البيرة، النبيذ، المشروبات الروحية).
غالبًا ما تُقترح إباحة المخدرات بالكامل من مجموعات مثل الليبراليين المعترضين على قوانين المخدرات لأسباب أخلاقية، وكذلك تحتج مجموعات على قوانين المخدرات على أساس أنّها فشلت في تحقيق أهدافها المعلنة، وعوضًا عن ذلك فهي تُفاقم بشكل كبير المشاكل المرتبطة باستخدام العقاقير المحظورة، ولكنهم يعترفون بوجود أضرار مرتبطة بالعقاقير المحظورة حاليًا والتي يجب الحد منها. ليس بالضرورة أنّ كل مؤيدي إباحة المخدرات يتشاركون إطارًا أخلاقيًا مشتركًا، وقد يتبنى الناس وجهة النظر هذه لأسباب متنوعة. تفضيل إباحة المخدرات لا يعني الموافقة على تعاطي المخدرات.

### إلغاء تجريم المخدرات
ينادي إلغاء تجريم المخدرات بتخفيف السيطرة والعقوبات مقارنة بالقوانين القائمة. يدعم مؤيدو إلغاء تجريم المخدرات عمومًا استخدام الغرامات أو العقوبات الأخرى لاستبدال السجن، وكثيرًا ما يقترحون أنظمة تُوجب تغريم متعاطي المخدرات غير الشرعيين الذين يُقبض عليهم، لكنهم لن يحصلوا على سجل جنائي دائم نتيجة لذلك. السمة المركزية لإلغاء تجريم المخدرات هو مفهوم الحد من الضرر.
يعتبر إلغاء تجريم المخدرات وسيطًا ما بين الحظر والسماح، وانتُقد باعتباره «الأسوأ في العالمَين»، إذ أنّ مبيع المخدرات سيبقى غير قانوني، وبالتالي إدامة المشاكل المرتبطة بإنتاج المخدرات وتوزيعها لتقتصر على المجرمين، بينما يفشل أيضًا في تثبيط الاستخدام غير القانوني للمخدرات عبر إزالة العقوبات الجنائية التي كانت السبب في عدم تعاطي بعض الناس للمخدرات. ومع ذلك، هناك الكثير ممن يجادلون بأن إلغاء تجريم حيازة المخدرات يُعيد توجيه تركيز نظام تنفيذ القانون في أي بلد لبذل المزيد من الجهد لاعتقال التجار والمجرمين الكبار بدلًا من القبض على المجرمين الصغار لمجرد حيازتهم لها، وبالتالي يكون القانون أكثر فعاليةً.
في عام 2001، بدأت البرتغال في معاملة استخدام وحيازة كميات صغيرة من الأدوية كقضية صحية عامة. وهذا يعني أنه بدلًا من حبس هؤلاء الحائزين عليها، يُحالون إلى برنامج علاجي. بقيت المخدرات غير قانونية ولكن أصبحت الشرطة تعالج الوضع بشكل مختلف. وهذا يقلل أيضًا من حجم الأموال التي تنفقها الحكومة في خوض حرب ضد المخدرات والأموال التي تُنفق لإبقاء متعاطي المخدرات مسجونين. «أشار مركز إي إم سي دي دي إيه أنّ هناك حركة عبر أوروبا في العقود الأخيرة نحو نهج للتمييز بين تجّار المخدرات الذين اعُتبروا كمجرمين، ومتعاطي المخدرات الذين اعتبروا مرضى بحاجة لعلاج (إي إم سي دي دي إيه 2008، 22). تحرك عدد من بلدان أمريكا اللاتينية بالمثل لتخفيف العقوبات المرتبطة بتعاطي المخدرات والحيازة الشخصية (لاكور، 2015، ص 748). البرتغال هي أول دولة تلغي تجريم حيازة كميات صغيرة من المخدرات، سعياً إلى نتائج إيجابية. لا يسجن أي شخص يُضبط بحوزته أي نوع من المخدرات في البرتغال في حال كان للاستهلاك الشخصي.

## التاريخ
حدثت زراعة واستخدام وتجارة المؤثرات العقلية وغيرها من المخدرات منذ فجر الحضارة. في القرن العشرين، قادت حكومة الولايات المتحدة موجة كبيرة متجددة في حظر المخدرات سمّيت «الحرب على المخدرات». في القرن العشرين، حظرت بريطانيا والولايات المتحدة القنب. خاض البريطانيون الحرب مع الصين في القرن التاسع عشر فيما أصبح يعرف باسم حربي الأفيون الأولى والثانية لحماية تجارتهما القيّمة في المخدرات.
شملت الدوافع التي طالب بها أنصار قوانين حظر المخدرات في مختلف المجتمعات والعصور الاحترام الديني وادعاءات العنف من قبل الأقليات العرقية ومخاوف الصحة العامة. بينما يصف أولئك غير المؤيدين السماح بمكافحة المخدرات هذه الدوافع بأنها تعصب ديني وعنصري وفكري.
يرغب العديد من مؤيدي تحرير المخدرات في إلغاء هذه القوانين لأسباب تتراوح من الحقوق الفردية، إلى الحجج التبعية ضد النتائج الاقتصادية والاجتماعية لحظر المخدرات. ابتداءً من القرن العشرين، تشكّلت حركات منظمة كبيرة في جميع أنحاء العالم لإلغاء قوانين المخدرات الموجودة. توجد أكثر هذه المجموعات في الديمقراطيات الليبرالية، وعادة ما تجتذب المؤيدين الليبراليين، رغم كون تحرير المخدرات في حد ذاته قضية غير حزبية (أو غير متحيزة)، إذ يمكن أن يدعمها أتباع أي أيديولوجية.
انتهت الحملة ضد حظر الكحول بالتعديل الحادي والعشرين لدستور الولايات المتحدة بإلغاء الحظر في 5 ديسمبر 1933، وكذلك حدث التحرير في كندا وبعض الدول الأخرى ولكن ليس جميعها. ومع ذلك، فالعديد من القوانين التي تضبط استخدام الكحول ما زالت موجودة حتى في هذه البلدان.
يسعى المؤيدون الحاليون لتحرير المخدرات إلى إلغاء أو تخفيف قوانين حظر المخدرات وأشيعها للقنب، وأيضًا المواد الأخرى الخاضعة للرقابة مثل الكحول والتبغ والمواد الأفيونية والمنشطات والعقاقير المُفارِقة وأدوية الوصفات وغيرها.